# Štěchovická skupina
Štěchovická skupina je soubor proterozoických (starohorních) sedimentárních (usazených) hornin nacházející se ve středních Čechách jižně od Prahy. Na severozápadě je ohraničena závistským přesmykem, za nímž se nachází pražská a příbramsko-jinecká pánev, jihovýchodní hranici tvoří z podloží vystupující lečické vrstvy spolu s davelským vulkanickým komplexem a také kontakt se středočeským plutonickým komplexem. Nachází se zde jílovce, prachovce, pískovce, droby a slepence. Jejich stáří se odhaduje na přibližně 580 - 560 milionů let. Vznikly usazováním v moři formou turbiditních proudů v blízkosti kontinentu Gondwana po doznění vulkanické činnosti v této oblasti (davelský vulkanický komplex).